# Araneus margaritae
Araneus margaritae este o specie de păianjeni din genul Araneus, familia Araneidae, descrisă de Caporiacco, 1940.
Este endemică în Etiopia. Conform Catalogue of Life specia Araneus margaritae nu are subspecii cunoscute.